# 1967-es Formula–1 holland nagydíj
Az 1967-es Formula–1 világbajnokság harmadik futama a holland nagydíj volt, 1967 június 4-én Zandvoortban futották. Itt mutatkozott be először a Lotus Cosworth és bár még nem volt teljesen kész, Jim Clark jóvoltából győzni tudott. Rugózása nem volt, fékrendszere megbízhatatlan volt, a futam végére a motor a rázkódástól elrepedt.

## Futam
Zandvortba a Lotus új modelljével, a 49-essel érkezett, az új Ford Cosworth DFV motorral felszerelve. Szintén itt debütált az új BT24-es. Úgy tűnt, a Lotusnál jól sikerültek a fejlesztések: Hillé lett a pole fél másodperccel Gurney, egy egésszel pedig Brabham előtt. Clark mechanikai problémák miatt csak a harmadik sorba kvalifikálta magát.
Hill a rajt után megtartotta első helyét Brabham és Gurney előtt, a kör végén a Lotus 2 másodperc előnyre tett szert. Gurney a boxba hajtott motorhiba miatt, majd a 11. körben a vezető Hill autója lelassul, Brabham vette át a vezetést Rindt és Clark előtt. A Lotus versenyző a 15. körben megelőzte Rindtet, a 16. körben az élre állt. Jim Clark megnyerte a Cosworth DFV első futamát a Brabham-Hulme kettős előtt.
| Helyezés | #  | Versenyző           | Csapat/Motor    | Futott körök | Idő/Kiesés oka | Rajthely | Pontszám |
| -------- | -- | ------------------- | --------------- | ------------ | -------------- | -------- | -------- |
| 1        | 5  | Jim Clark           | Lotus-Ford      | 90           | 2:14:45,1      | 8        | 9        |
| 2        | 1  | Jack Brabham        | Brabham-Repco   | 90           | + 23,6         | 3        | 6        |
| 3        | 2  | Denny Hulme         | Brabham-Repco   | 90           | + 25,7         | 7        | 4        |
| 4        | 3  | Chris Amon          | Ferrari         | 90           | + 27,3         | 9        | 3        |
| 5        | 4  | Mike Parkes         | Ferrari         | 89           | + 1 kör        | 10       | 2        |
| 6        | 22 | Ludovico Scarfiotti | Ferrari         | 89           | + 1 kör        | 15       | 1        |
| 7        | 18 | Chris Irwin         | Lotus-BRM       | 88           | + 2 kör        | 13       |          |
| 8        | 10 | Mike Spence         | BRM             | 87           | + 3 kör        | 12       |          |
| 9        | 21 | Bob Anderson        | Brabham-Climax  | 86           | + 4 kör        | 17       |          |
| 10       | 20 | Jo Siffert          | Cooper-Maserati | 83           | + 7 kör        | 16       |          |
| Kiesett  | 7  | John Surtees        | Honda           | 73           | Gázadagoló     | 6        |          |
| Kiesett  | 9  | Jackie Stewart      | BRM             | 51           | Fékek          | 11       |          |
| Kiesett  | 12 | Jochen Rindt        | Cooper-Maserati | 41           | Felfüggesztés  | 4        |          |
| Kiesett  | 14 | Pedro Rodríguez     | Cooper-Maserati | 39           | Váltó          | 5        |          |
| Kiesett  | 6  | Graham Hill         | Lotus-Ford      | 11           | Motorhiba      | 1        |          |
| Kiesett  | 15 | Dan Gurney          | Eagle-Weslake   | 8            | Befecskendező  | 2        |          |
| Kiesett  | 17 | Bruce McLaren       | McLaren-BRM     | 1            | Baleset        | 14       |          |

## Statisztikák
Vezető helyen:
- Graham Hill: 10 (1-10)
- Jack Brabham: 5 (11-15)
- Jim Clark: 75 (16-90)

Jim Clark 21. győzelme, 25. (R) leggyorsabb köre, Graham Hill 9. pole-pozíciója.
- Lotus 26. győzelme.